# Raoul Fortin
Raoul Fortin (né le 24 mars 1855 à Rouen à où est mort le 15 janvier 1945) est un géologue et spéléologue français. 
Il est surtout connu pour ses études hydrogéologiques sur le karst normand.

## Biographie
Cet industriel rouennais a suivi une carrière de géologue.
Il est domicilié no 24 rue du Pré dans le quartier Saint-Sever à Rouen.
Son important fonds documentaire est géré par le muséum de Rouen.

## Activités spéléologiques
Dans le domaine de la spéléologie, il est amené à travailler sur une cavité naturelle, la grotte Fortin de Moulineaux, dont il effectue l'étude sédimentologique en 1902.
Quelques années plus tard, en 1906, il publie une étude sur les eaux d'alimentation de Rouen, qui est devenu un modèle d'hydrogéologie karstique et qui guidera les recherches spéléologiques des années 1950.
Contemporain de Henri Gadeau de Kerville, il réalise avec Gustave Dollfus, des études géologiques et hydrologiques sur le bassin de la forêt de la Londe.

## Distinctions
- Officier de l'Instruction publique

## Œuvres
- Notes de géologie normande, Rouen, Lecerf fils, 1894
- « Notes de géologie normande : sur un ancien cours d'eau souterrain situé à Moulineaux, canton de Grand-Couronne (Seine-Inférieure) », Congrès de l'Association française pour l'avancement des sciences, Montauban, Paris,‎ 1902, p. 491-496
- Étude sur les eaux d'alimentation de Rouen, Rouen, J. Girieud, 1906, 95 p.